# Arabische steenvis
De Arabische steenvis (Synanceia nana) is een straalvinnige vissensoort uit de familie van steenvissen (Synanceiidae). De wetenschappelijke naam van de soort is voor het eerst geldig gepubliceerd in 1973 door Eschmeyer & Rama-Rao.